# Автограф (музичний фільм)
«Автограф» — музичний фільм присвячений Раїсі Кириченко.

## Опис
Фільм створено у 1984 році. У фільмі містяться документальна зйомка життя родини Раїси Кириченко, фрагменти інтерв'ю та записи її виступів.

## У культурі

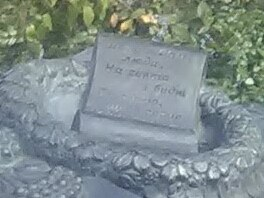
Лист-автограф (21 вересня 2019)

- Фрагменти фільму «Автограф» використано у фільмі «Диво осені — квітка остання» (2013)[8].
- Пам'ятник Раїсі Кириченко (Полтава) має елемент у вигляді листа-автографа Раїси Кириченко[9][10][11] зі словами пісні «Дарую вам пісню»[12][13] (слова пісні написав Петро Власюк[14]):

|                                               | Дарую вам, люди, На свята і будні Ту пісню, що в серце З дитинства взяла [автограф Раїси Кириченко] |
| — лист-автограф на Пам'ятнику Раїсі Кириченко | |